# 韋斯·波爾
韋斯·波爾（英語：Wes Ball，1980年10月28日—）是一位美国电影男导演、平面设计师和视觉特效艺术家。2014年，由他执导改编自同名小说的科幻青春惊悚片《移動迷宮》是他的代表作，電影獲得了好評和優異的票房。之後，他繼續執導續集《移動迷宮：焦土試煉》（2015年）和《移動迷宮：死亡解藥》（2018年）。

## 作品列表
- 《移動迷宮》（2014）：導演[1]
- 《移動迷宮：焦土試煉》（2015） ：導演，執行製片人[2]
- 《移動迷宮：死亡解藥》（2018）：導演[3]
- 《猩球崛起：王國》（2024）：導演[4]
- 《薩爾達傳說 (真人电影)》（未来）：导演[5]